# Репаративна терапия
Репаративна терапия (от англ. reparative therapy – „поправяща терапия“; още – терапия за преориентация, инверсионна или диференцираща терапия) е термин, отнасящ се до методите за промяна на сексуалната ориентация от хомо към хетеросексуална.
Застъпниците на този вид терапия твърдят, че хомосексуалността е променима и че по същество представлява психично заболяване; че е грях; че е тенденция към развратно и вредно (за самия себе си и за околните) поведение; или защитават като цяло всички тези твърдения. Най-често като привърженици на подобен вид третиране на хомосексуалността се изтъкват някои крайно консервативни религиозни групи във и извън медицината.
Според Американската психологична асоциация, която е водеща в областта асоциация, репаративната терапия не само, че има спорен ефект, тоест не води до промяна на сексуалната ориентация, но има като резултат негативни процеси в психиката на подложилите се на нея хомосексуални, които варират от депресивни състояния до самоубийствени мисли и/или актове. АПА многократно излиза със становища по въпроса, отричащи репаративната терапия, като според становището от 5 август 2009, АПА препоръчва подобна терапия изобщо да не бъде предлагана на гей клиентите (виж основна статия ЛГБТ и здравеопазване). Становищата на АПА са базирани на дългогодишни изследвания в областта. Репаративната терапия е отречена и от Американската психиатрична асоциация, която има международен статут на водеща в областта. Като цяло почти всички специалисти предупреждават, че подобни действия могат да бъдат вредни за психиката. Методът е единодушно осъден от официални медицински организации.

## Методи
Няколко са терапевтичните методи на репаративната терапия. В миналото репаративната терапия си е служила с особено жестоки методи – от лоботомия (премахване на всички емоционални центрове в мозъка), през електрошок, до хипноза. Такива и други методи са били приемани и одобрявани от психиатричната общност в САЩ до времето на Стоунуолските бунтове през 1969 година, макар че първите признаци за психоаналитична критика към репаративната теория датират от 1950 г.
Понастоящем основен такъв са беседите (индивидуални или групови) с цел психотерапия. Според застъпниците на терапията това става чрез подтикване да се разпознаят подсъзнателните емоционални нужди, които се предполага, че се задоволяват посредством общуване със същия пол. Целта е тези нужди да бъдат задоволени, но чрез несексуални отношения с възрастни представители на собствения пол, т.е. изграждане на трайни и пълноценни приятелства.
В основата на други техники лежат четенето и спорта. Изхождайки от религиозната гледна точка, поддръжниците на този вид терапия препоръчват още религиозността и молитвата.
Религиозните терапевти практикуват още лични и групови беседи с клиентите си, молитви, пост, четене на Светото писание и медитация.
Използвани са и други методи, които се ползват за лечение на всякакви психически отклонения, като електроконвулсивната терапия и аверсионната терапия (показване на филми с хомоеротично съдържание в комбинация с предизвикващи повръщане медикаменти). Понастоящем те са отречени като репаративни („поправящи“) методи.

## Доктрина
Бащата на съвременната репаративна терапия, д-р Чарлс Сокаридис, е основател на Националната асоциация за изследвания и терапия на хомосексуалността (НАИТХ) на САЩ. Идеите му са въплътени в трудовете на главния говорител на НАИТХ, д-р Джоузеф Николози, автор на два от най-ключовите трудове, излагащи теорията на репаративната терапия – „Репаративна терапия за мъжката хомосексуалност“ и „Лечението на хомосексуалността: изследване на случаи на репаративна терапия“. Следвайки идеите на Елизабет Мобърли и Чарлс Сокаридис, Николози изказва презумпцията, че мъжката хомосексуалност произтича от трудности в непълноценната връзка между баща и син. Втората презумпция, на която се опира теорията, е, че сексуалната ориентация е пряко следствие на половата ориентация, а не независим компонент на сексуалността, както твърдят съвременната психология, психиатрия и сексология.
Изхождайки от тези две презумпции в своята теория, Чарлс Сокаридис заключава, че на хомосексуалния мъж не е предадена адекватна „мъжка идентичност“ от бащата, което води до комплекс у момчето, че то е по-низше от „нормалните мъже“. Това явление е определено от Сокаридис като „дефицит на половата идентичност“. Пряко следствие от този процес е идеализацията, респективно еротизацията на „мъжествеността“ от страна на хомосексуалния, т.е. прави се опит да се компенсира накърнената от непълноценна връзка с бащата мъжественост. Аналогичната теория, за търсене причината за хетеросексуалността в накърнената женственост и чувство за по-низша роля от жените у „нормалните“ в ориентацията си, е отхвърлена. В съчиненията си Сокаридис изтъква и друга възможна причина за хомосексуалността – прекомерната срамежливост или страх от пълноценен полов контакт с жена.
Според Николози, репаративната терапия трябва да предостави възможност на хомосексуалния мъж да заприлича повече на другите мъже, като изгради „близки, интимни, несексуални приятелства с тях (хетеросексуалните мъже)“.

### Критика
Изложената по-горе научна доктрина за репаративната терапия, застъпено най-вече от НАИТХ и Движенията на бивши гейове (ex-gay), е подложено на критика от страна на професионалисти в областта на психологията и психиатрията, както и от страна на повечето професионални организации, работещи в областта на психиатрията и общественото здраве в САЩ (вж. Противници). Като причина се сочи недостатъчна обективност на първоначалните клинични данни.
Те отбелязват, че доктрината на репаративната терапия приема като даденост факта, че хомосексуалността е нездравословно състояние, чието лечение е желано от лицата, на които е прилагана, а такъв извод не може еднозначно да се направи от наличните научни данни. Критиците посочват, че тези заключения се основават по-скоро на религиозни предубеждения, отколкото на обективен анализ и емпирично знание.
Друг проблематичен момент е женската хомосексуалност и женската сексуалност въобще. В теорията си застъпниците на репаративната терапия твърдят, че хомосексуалният мъж има комплекс като по-низш от останалите мъже, тоест налице е накърнена мъжественост. В тази теза е изведена сексистката идея за по-низша сексуална роля на жената, която в случая е представена от „силно доминираща майка“, често „виновница“ за неосъществената здравословна връзка баща-син. Тази теория обаче е приложима само за мъжката хомосексуалност. Липсват развити теории за женската хомосексуалност. Според критиците на теориите на репаративната терапия, причините за това са по-скоро политически, отколкото медицински.
Като основен проблем от страна на критиците се сочи липсата на професионални рецензии за твърденията на подкрепящите терапията (вж. Доказателства) и фактът, че техни изследвания са публикувани предимно в нерецензирани издания, лични психологични доклади, които са обвинявани в анти-хомосексуални пристрастия.

## История
Въпросите около хомосексуалността възникват още с развитието на психология, психоанализата и психиатрията. Например Зигмунд Фройд на различни места изразява различни становища за хомосексуалността – от приемането ѝ като нормално биологично и психологично развитие до нейни критики. Като цяло според Фройд хората са биологически бисексуални, като бисексуалността в някои случаи се развива като хетеросексуалност, а в други като хомосексуалност. Фройд и едно негово писмо до майка на хомосексуален става причина за вписването на хомосексуалността в американската ДСН, от където ще бъде извадена няколко десетилетия по-късно.
С изследванията на Фройд и други психоаналитици хомосексуалността се дефинира като специфична сексуална ориентация (до този момент тя е схващана като културна практика), това става повод за някои психоаналитици да декларират възможността за изменянето ѝ. Любопитно е да се отбележи, че самият Фройд не споделял мнението, че хомосексуалността е променима. Изследвания, като тези на Ървинг Бибър и Лорънс Хатърър, са се опитвали да „лекуват“ хомосексуалността чрез редица техники, включително чрез аверсионна терапия, предизвикващи гадене медикаменти, кастрация, електрошок, неврохирургия (напр. лоботомия), ампутация на гърдите, хормонална терапия, третиране с радиация и др.
Модерната интерпретация на конвертивната терапия до голяма степен се основава на новия прочит на старите методи, изследванията и теориите на д-р Елизабет Мобърли, английски теолог и психолог, която повдига темата в началото на 80-те години на 20 век. В книгата си „Хомосексуалността: Новата християнска етика“, която е доста популярна сред поддръжниците на терапията, тя прави предположение, че хомосексуалността се оформя под влияние на средата, в комбинация с някои естествени предразположености, но преди всичко – невъзможността на хомосексуалния индивид да изгради пълноценна връзка с бащата. Мобърли не коментира модела при женската хомосексуалност. С „репаративна (поправяща) терапия“ тя визира опита на хомосексуалността да „поправи“ прекъснатите взаимоотношения. По-късно тази теза е преповторена и далеч по-широко развита от американския психиатър Чарлс Сокаридис (Вж. Доктрина).
Много християнски гей общности приемат радушно репаративната терапия, намирайки начин за съвместяване на живота си с вярата, в търсене на приемане и интеграция в местните църковни общества. Някои от тези общества към днешна дата са се отказали от концепциите на тази терапия, разочаровани от неефективността ѝ.
Когато репаративната терапия излиза на сцената на дебатите за равни социални права на хомосексуалните, тя бива много по-широко приета от редица консервативни религиозни групи, най-вече в САЩ. Много от тях намират този начин за по-адекватен аргумент срещу опонентите им. Някои от тези групи използват инверсионната терапия, за да повлияят на публичното мнение и да отклонят законодателите от възможността „да подкрепят равните права, еднополовите съюзи и криминалното преследване на престъпленията от омраза“.

## Полемика
Репаративната терапия е спорна тема, а твърденията на сдруженията на бивши гейове са силно оспорвани, особено от някои професионални медицински организации (вж. Противници) и от някои ЛГБТ организации. Общото научно становище е, че сексуалната ориентация не подлежи на промяна при възрастните, въпреки че това твърдение е оспорвано от защитниците на терапията. Понятието „репаративна терапия“, както и неговите разновидности, отсъства както от общи енциклопедични и справочни издания, така и от специализирани такива.
Полемиките, засягащи репаративната терапия и водени между ангажирани за или против нея опоненти, в крайна сметка се изместват от темата за нейната ефективност и се фокусират върху традиционните аргументи за и против хомосексуалността. Опонентите разглеждат теорията на тази терапия като продукт на християнския фундаментализъм и нетърпимостта към гей и лесбийските малцинства. Подкрепящите репаративната терапия твърдят, че опозицията на този метод е преди всичко малцинство. Тези аргументи не винаги се ограничават само до същността на самата терапия.

### Застъпници
Екзодус Интърнешънъл, НАИТХ, ПРБГ (Приятели и родители на бивши гейове) и Международната фондация за лечение са сред по-големите религиозни и нерелигиозни организации на бивши гейове в САЩ, които застъпват вярването, че репаративната терапия е действително работещ метод. През 70-те и 80-те години на 20 век Фондацията за естетически реализъм популяризира философията си, базирана на поезията на Ели Зигел, като водеща до промяна на сексуалната ориентация на хомосексуалните. Сдружението спира да предлага терапията през 1990 г.
Репаративната терапия е широко подкрепяна от редица религиозни групи, обявяващи се в защита на семейните ценности, като Съвет за проучване на семейството (Family Research Council) и Фокус върху семейството (Focus on the Family).

### Противници
Сред противниците на репаративната терапия има множество професионални медицински организации, наред с организации за социално дестигматизиране и недискриминация на хомосексуалните (ЛГБТ движения), като Гей и лесбийски съюз срещу клеветата (The Gay & Lesbian Alliance Against Defamation, GLAAD), Стоунуол и Аутрейдж (OutRage!). Широкото мнозинство от професионални психологически и медицински организации също отхвърля този вид терапия. Сред тях са:
- Американската асоциация по психиатрия
- Американската асоциация по психология
- Американската академия по педиатрия
- Американската медицинска асоциация
- Американската асоциация на психотерапевтите
- Американската национална асоциация на училищните психолози
- Американската национална асоциация на социалните работници
- Британският кралски колеж за медицински сестри

На въпроса „Може ли терапия да промени сексуалната ориентация?“ на своята официална страница Американската асоциация по психология (АПА) отговаря:
„Не. Макар че повечето хомосексуални живеят успешен и щастлив живот, някои хомо- или бисексуални хора могат да се опитват да променят сексуалната си ориентация чрез терапия, понякога под натиска на семейството си или на религиозни групи. Истината е, че хомосексуалността не е болест. Тя не се нуждае от лечение и е непроменима.“
Някои религиозни организации също застават против идеите на репаративната терапия.
През 1999 г. Американската академия по педиатрия, Американската асоциация на психотерапевтите, Американската асоциация на училищните директори, Съюзът на американските учители, Американската психологична асоциация, Американската асоциация за училищно здраве, религиозната християнска фондация „Interfaith Alliance“, Американската национална асоциация на училищните психолози, Американската национална асоциация на социалните работници и Американската национална асоциация по образование (най-големият професионален съюз в САЩ) изготвят и подкрепят общо становище за този вид терапия:
„Най-важният факт за ‚репаративната терапия‘, известна още като ‚терапия за преориентация‘ е, че тя е основана на гледище за хомосексуалността, което бе отхвърлено от всички големи професионалисти в областта на физическото и психическото здраве. Американската академия по педиатрия, Американската асоциация на психотерапевтите, Американската асоциация по психиатрия, Американската асоциация по психология, Американската национална асоциация на училищните психолози и Американската национална асоциация на социалните работници заедно представят повече от 477 000 професионалисти в областта на здравеопазването и всички те застанаха зад позицията, че хомосексуалността не е болест и не се нуждае от ‚лечение‘… здравните организации не подкрепят опитите за промяна на сексуалната ориентация на хората чрез ‚репаративна терапия‘ и изказват особена загриженост за потенциалните вреди от нея.“

### Сексуална ориентация
Основите на спора около терапията се състоят във въпроса, вродено по рождение състояние ли е сексуалната ориентация и в частност различните от хетеросексуалността.
Поддръжниците на репаративната терапия разглеждат хомосексуалността не като устойчива сексуална ориентация, а като емоционално или психическо разстройство, което личността може да променя и като състояние, което следва да бъде рекласифицирано като такова разстройство. (През 1973 г. Американската асоциация по психиатрия снема хомосексуалността от списъка си за диагностика и класификация на психичните разстройства.) Психологът Ричард Коен класифицира хомосексуалността, като разстройство „еднополово влечение“, за да го оразличи от вродената сексуална ориентация.
Противниците на репаративната терапия твърдят, че хомосексуалността е устойчива, непроменима и като всяка друга сексуална ориентация – вродена, от което следва, че репаративната терапия е обречен на неефективност метод, даващ надежди на объркани хора.

### Доказателства
Успехите или провалите на репаративната терапия понякога се използват като аргумент в дебатите за хомосексуалността, като през последните няколко години бяха представени редица смайващи резултати от изследвания, публикувани от репаративни терапевти и организации на бивши гейове. Те описват анекдотични доказателства за променени сексуални ориентации и успешност при 30% до 70% от случаите.
Опонентите на терапията оспорват тези резултати и подчертават, че много от тези изследователски групи не правят ясна разлика между хомосексуално поведение и ориентация или не вземат предвид, че изследваните обекти може да са бисексуални и възможността им за полово общуване с представители на противоположния пол да е била препятствана по някаква причина. Освен това много от тези изследвания са краткосрочни и не предоставят достатъчно данни за предполагаемия дълготраен ефект на терапията.
Основно на критика се подлага критерият за успешност на терапията: много от пациентите продължават да изпитват хомосексуално влечение, като успеха се заключава в постигнато сексуално въздържание от контакт с партньор от собствения пол. Въпреки всичко и тези резултати се считат за успешни резултати от терапията и са наричани „частични“ конверсии. Поддръжниците на терапията твърдят, че вариативността в успеха не е доказателство за неефективността на метода и не би следвало да се разглежда като такова.
Опонентите на терапията подчертават, че слабите емпирични доказатества показват, че репаративната терапия е експериментална или псевдонаучна. Въпросните изследвания не се публикуват в професионално рецензирани издания, а в масмедиите и интернет; подборът на изследваните обекти не е случаен, а резултатите често се основават на субективна преценка от страна на пациента или терапевта, подтикната от желанието да бъдат задоволени очакванията.
Американската асоциация по психиатрия (ААП) публикува през 1998 г. становище, единодушно подкрепено от борда на директорите ѝ, че не съществуват обстойни научни изследвания, които да потвърждават действителната „ефективност или вреда от репаративните лечения“ и че репаративните терапевти все още не са представили „никакви обстойни научни изследвания, доказващи твърденията им за лечение… Усилията към днешна дата за репатологизация на хомосексуалността въз основа на твърдението, че тя е лечима, често са вменени не от строго научни психиатрични изследвания, а от религиозни и политически сили, противопоставящи се на идеята за пълни граждански права на гейовете и лесбийките.“ Публикуваното становище на ААП завършва с препоръка към етичните практикуващи лекари „да се въздържат от опити да променят сексуалната ориентация на лица, припомняйки си първия принцип на медика – да не вреди“. (вж. Потенциални рискове)
Репаративните терапевти отговарят на тази критика с твърдението, че професионалната психологична и медицинска общност е обвързана с различни политически сили, действащи вътрешно и външно в нея. Според тях слабите доказателства за успеха им са очаквани, предвид политическия натиск на различни групи, особено организазциите за равни права на хомосексуалните, благодарение на който натиск всеки опит за изследване бива пресечен от ААП и другите организаци.

#### Докладът на Спитцер
През май 2001 г., д-р Робърт Спитцер, участвал в процеса по декласификация на хомосексуалността като психическо разстройство, представя доклад за репаративната терапия на годишното събрание на ААП. В доклада се казва, че 66% от мъжете и 44% от жените респонденти на изследването са постигнали „добри хетеросексуални функции“ посредством психологически интервенции. Този доклад е широко цитиран от поддръжници на репаративната терапия като доказателство за ефективността ѝ и като първа стъпка към официалното приемане и легитимизиране на този вид терапия.
ААП веднага отхвърлят изследването, отбелязвайки, че не е рецензирано от специалист и че „няма публикувани никакви сериозни научни доказателства, в подкрепа на твърдението, че този вид терапия е качествено средство за промяна сексуалната ориентация на човека.“
Две години по-късно Спитцер публикува доклада в „Архиви на сексуалното поведение“. Публикацията предизвиква разгорещени спорове и един от спонсорите напуска в знак на протест. Докладът е критикуван в различни негови аспекти, включително липсата на случаен подбор и неадекватния критерии за „успешност“.. Критиците подчертават, че посочените факти са подбрани от самите терапевти, че не е осъществен случаен подбор на респондентите, че броят им е малък, че участниците в голяма част са били активисти на движението за бивши гейове и като такива вероятно са пристрастни по въпроса за репаративната терапия, че 60% от запитаните по-рано са се самоопределили като бисексуални и че не е проведено финално контролно изследване, което да определи ефективността на терапията в дългосрочен план.
Самият Спитцер омаловажава резултатите от изследването; на въпрос за събирането на данни за двестата пациента в течение на 16 месеца и възможният процент успешни „конверсии“ Спитцер отговаря, че е отнела година и половина за набирането само на 200 желаещи да участват респонденти и следователно броят на успешните случаи вероятно е „доста малък“. Спитцер признава, че участниците в изследването са били „необичайно религиозни“. В интервю, направено за отворено видеописмо до д-р Джеймс Добсън от „Фокус върху семейството“, на въпроса как оценява използването на изследването му от страна на организации като „Съвет за проучване на семейството“ (Family Research Council), Спитцер отговаря: „Ако [промяната на сексуалната ориентация] бе толкова лесно нещо, нямаше да има толкова много хомосексуални… Тревогата която храня е, че изследването се използва като част от общите усилия на тези организации да лишат гейовете от някои граждански права и се превръща в част от преследването на цели на които не симпатизирам. Мисля че това кара много хомосексуални да се чувстват още по-некомфортно бидейки хомосексуални, вместо да им помага да се възприемат такива, каквито са.“

#### Изследването на Шидло и Шрьодер
Друго изследване на репаративната терапия е направено през 2001 г. от д-р Ариел Шидло (Ariel Shidlo) и д-р Михаел Шрьодер (Michael Schroeder), и двамата хомосексуални.
Изследването им също ползва обекти свързани с движенията, подкрепящи репаративната терапия, както и доброволци набирани чрез интернет. Изследването им установява, че 88% от респондентите не са постигнали стабилна промяна на сексуалната ориентация и че 3% са съобщили за успешна промяна на сексуалната им ориентация в хетеросексуална. Останалите са съобщили за загуба на всякакво сексуално желание или за направен опит за въздържание от хомосексуални контакти. Шрьодер съобщава, че много от провалилите се при терапията пациенти изпитват чувство на срам. Много от участниците са били подложени на дългогодишна терапевтична работа.
От 8-те респонденти (от изследваните общо 202), които съобщават за промяна в сексуалната ориентация, 7 заемат платени или неплатени длъжности в организации на бивши гейове – факт, поставящ под съмнение и този слаб процент на „успеваемост“.

### Потенциални рискове
Терапиите за преориентация често са представяни като помагащи и безопасни. Репаративните терапевти твърдят, че помагат на измъчваните от нежелани и натрапчиви хомосексуални желания и посочват факта, че много техни пациенти са заявили, че не им е било навредено по време на терапевтичните процедури и, макар че не винаги са имали желания ефект, изглежда има някаква полза от тях.
Опонентите на терапията твърдят, че няма доказателства за безопасността на този метод и че той дори може да е потенциално опасен. Някои по-агресивни терапевтични подходи (като електроконвулсивната и аверсионната терапия) имат дълга история и репутация като психически и физически небезопасни. Тези видове терапии понастоящем не се използват от репаративните терапевти.
Опонентите на терапията твърдят, че и „по-меките“ терапевтични методи, като секуларната конверсионна консултативна терапия може да предизвика известни вреди. Те сравняват научно неизследваните методики на репаративната терапия с други видове експериментални терапии, като прилагането на терапията за възстановяване на паметта (използвана в недоказани случаи на опасни сатанински ритуали) при раздвоението на личността, която има много общо с репаративната терапия (напр. и двете са експериментални терапии подкрепяни от малцинство терапевти и духовници). Доказано е, че този тип експериментални терапии могат да предизвикат емоционално страдание, да дестабилизират живота на човека и дори да предизвикат суицидни опити. Опонентите твърдят още, че този вид терапия използва чувството за вина у пациентите, което може да предизвика дълбоки психологически проблеми.
Докато няма обстойни научни изследвания за предполагаемата ефективност на този вид терапия в дългосрочен план, изложеното изследване на Шрьодер и Шидло установява че мнозинството респонденти съобщават за лошо емоционално и умствено състояние след проведената терапия, както и за удвоени стойности на депресията, безпокойствието, злоупотребата с алкохол и наркотици и помисли за самоубийство у тези, които са се подложили на това лечение. Особен повод за тревога е липсата на проявена загриженост от страна на репаративните терапевти и съветниците, прилагащи тази терапия, към тези, които съобщават за постигната психологическа вреда от нея (вж. Етичност).

### Етичност
В практиката си много репаративни терапевти влизат в конфликт с етичните норми и ръководни принципи на психологичната и психиатрична практика, установени от Американската психиатрична асоциация и Американската психологична асоциация и много от тях са напуснали или са били изключени от тези или други подобни професионални организации. Някои от напусналите твърдят че причините са политически.
Въпреки че професионалните етични принципи сами по себе си не забраняват репаративната терапия, съществуват ред потенциални проблеми, като докладваните от изследването на Шрьодер и Шидло и в частност четири основни:
- Пациентите не бива да се заставят да се подлагат на терапия.

Много терапевти, практикуващи репаративната терапия, както и тези, които търсят тяхната помощ (включително родители на непълнолетни) са силно религиозни и от тази гледна точка често е оказван натиск при консултациите.
- Лекарят не бива да предоставя лъжлива информация на пациентите си за ефективността от дадена интервенция.

„Успехите“ от терапията, прокламирани от някои групи като Екзодус Интърнешънъл и НАИТХ не са потвърдени от независими изследвания.
- Лекуващият лекар трябва да предложи на пациента си алтернативен метод за справяне с проблема му, ако приложеният не покаже ефективни резултати.

Това на практика не се прави.
- От лекаря се очаква да се въздържа от директна критика към пряко свързани с професията му професионални сдружения или негови колеги, предвид че от позицията си на професионална неосведоменост пациента не може адекватно и критично да оцени такава информация.

### Социален натиск
Практикуващите репаративна терапия, водещи се от предположението че хомосексуалността е психическо заболяване, твърдят, че прилаганото от тях лечение е доброволно и хората се обръщат към тях заради негативните аспекти, присъщи на хомосексуалността. Опонентите на терапията обвиняват практикуващите я, в това че тенденциозно игнорират изследванията, показващи че социалния натиск (т.нар. стигматизация) играе ключова роля в желанието на хомосексуалната личност да се промени. Те твърдят, че тормозът и обидите, както и натискът от страна на семейството, приятелите, колегите и други обществени кръгове, хранещи предразсъдъци спрямо еднополовата сексуална ориентация, могат да бъдат причина за високи нива на емоционален стрес за лесбийките, гейовете и бисексуалните. В тези случаи единствената възможност, която намират за най-целесъобразна тези лица е промяната на сексуалната ориентация.
От друга страна, в изследване на 19 мъже и 9 жени, самоопределящи се като бивши хомосексуални, направено за НАИТХ през 2002 г., д—р Уорън Трокмортън (Warren Throckmorton) установява, че на пациентите е оказан по-силен натиск да не се подлагат на репаративната терапия, отколкото натиск в полза на интервенцията с този метод.

### Юноши
Един от най-спорните аспекти на репаративната терапия е фокусът и върху гей юношите, включително случаите в които непълнолетни хомосексуални са заставяни насила да се подлагат на лечение в лагери на „бивши гейове“. Този аспект на полемиката излиза на преден план, когато Зак, юноша от Тенеси, публикува материал в интернет блог, в който протестира срещу изпращането си в такъв лагер. Лагерът, собственост на религиозната организация „Любов в действие“ (Love in Action) впоследствие е затворен от местните власти в щата, след като станало ясно, че персоналът на лагера е третирало подопечните там непълнолетни с медикаменти, използвани само по лекарско предписание, без лагерът да има разрешително за подобна практика.
Съществуват доказателства, че групите на „бивши гейове“ и репаративни терапевти тенденциозно фокусират дейността си върху подрастващите. Предвид че болшинството от научната общност разглежда този вид терапия като психологически травматизираща, когато се прилага против волята на пациента, някои постават под съмнение доколко е допустимо да се позволяват подобни добронамерени, но спорни интервенции.

### Финансови изгоди
Опонентите на репаративната терапия, твърдят че много от прилагащите я терапевти продължават тази практика с цел финансова изгода. Те отбелязват, че макар много терапевти да се разграничават официално от религията, те получават значително финансиране от добре подкрепяни финансово религиозни организации, като „Фокус върху семейството“.

## Транссексуални и трансджендър
Репаративната терапия за хомосексуални е прилагана и за транссексуални и трансджендър пациенти, предвид че нетрадиционната полова идентичност или разстройството на половата идентичност е разглеждано от малка част психолози като крайна форма на хомосексуалността. Подобна терапия отново не е ообрявана от АПА, която поддържа диагнозата „разстройство на половата идентичност“ с цел трандсджендър хората да могат да променят хирургически пола си в САЩ.

### Становища за хомосексуалността на медицински и научни организации
- Становище на Американската асоциация по психиатрия
- Становище на Американската асоциация по психология
- Национална асоциация за изследване и лечение на хомосексуалността Архив на оригинала от 2012-02-05 в Wayback Machine.
- Становище на Американската академия по педиатрия Архив на оригинала от 2008-07-25 в Wayback Machine.
- Връзки към редица изследвания

### Поддръжници
- Национална асоциация за изследване и лечение на хомосексуалността, подкрепяща терапията.
- Международна фондация за лечение – международна християнска организация.
- Exodus International – християнска организация.
- Courage Apostolate – религиозна организация.
- People Can Change, нерелигиозна група.
- New Direction for Life
- African American Ex Gay Advocacy Group Архив на оригинала от 2007-02-07 в Wayback Machine.,
- Jews Offering New Alternatives to Homosexuality
- Evergreen International Архив на оригинала от 2012-04-15 в Wayback Machine.
- Ex Transgenders
- Love In Action и Refuge, християнско сдружение на бивши наркомани и хомосексуални.
- Parents and Friends of ExGays and Gays
- Free to Be Me
- True Freedom Trust
- Inqueery
- Loving Homosexuals – християнска организация.
- Christian Parents and Friends

### Опозиция и критика
- Американската асоциация по психиатрия: Официална позиция
- Отговори на Американската асоциация по психология по въпроса за ефективността на конвертивната терапия.
- Ex-gay watch новинарски блог на опоненти на терапията.
- Псевдонаучните становища за конвертивната терапия Архив на оригинала от 2009-03-17 в Wayback Machine. – детайлно изложение по проблемите на терапията.
- The Courage Trust е британско християнско сдружение, предлагащо „разбиране и подкрепа на хомосексуалните“, отказало се от конвертивната терапия.
- NOMAD – информационен сайт.
- Опитите за промяна на сексуалната ориентация Архив на оригинала от 2011-02-07 в Wayback Machine.
- Терапията за преориентация: псевдонаука Архив на оригинала от 2005-11-02 в Wayback Machine.. Лично становище на Джефри Форд, подложил се на терапията гей.
- Официална страница на д-р Дъг Халдеман Архив на оригинала от 2006-07-14 в Wayback Machine., член на борда на директорите на Американската асоциация по психология.
- Parents & Friends of Ex-Straights Архив на оригинала от 2016-07-29 в Wayback Machine. – Пародиен сайт, предлагащ възможност за преориентация на хетеросексуални.
- Пазете се от конвертивната терапия – Коментар на д-р Роб Килан.

### Неутрални
- Bridges Across the Divide Линкове и цитати на противници и поддръжници на терапията.